# Joseph A. Walker

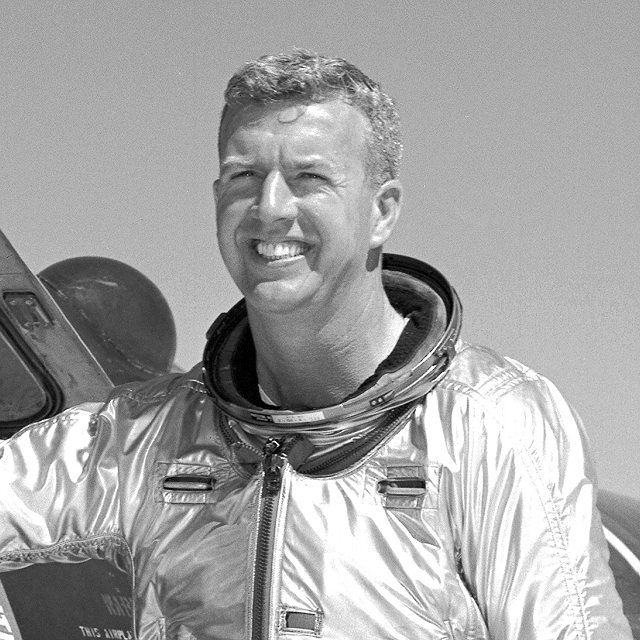
Joseph A. Walker

Joseph Albert „Joe” Walker (ur. 20 lutego 1921 w Washington w stanie Pensylwania, zm. 8 czerwca 1966 w okolicy Barstow w stanie Kalifornia) – amerykański pilot wojskowy i doświadczalny, kapitan United States Army Air Forces.

## Życiorys
W 1942 roku ukończył studia na Washington and Jefferson College uzyskując dyplom bakalaureata z fizyki. Po zakończeniu studiów wstąpił do United States Army Air Forces. Podczas II wojny światowej pilotował myśliwce Lockheed P-38 Lightning i samoloty rozpoznania fotograficznego F-5A Lightning. Za służbę otrzymał odznaczenia Distinguished Flying Cross oraz Air Medal z siedmioma pękami liści dębowych.
W marcu 1945 roku rozpoczął pracę, jako fizyk, w należącym do NACA Aircraft Engine Research Laboratory w Cleveland, skąd, jako pilot doświadczalny, w 1951 roku, przeniósł się do High-Speed Flight Research Station w Edwards.
Przez następne piętnaście lat Walker służył jako pilot doświadczalny w wielu kolejnych programach badawczych: Bell X-1#2, Bell X-1A, X-1E, Douglas D-558-I #3 Skystreak, Douglas D-558-II #2 Skyrocket, Douglas D-558-II #3 Skyrocket, Douglas X-3, Northrop X-4, Bell X-5. Brał także udział w programach obejmujących samoloty North American F-100 Super Sabre, McDonnell F-101 Voodoo, Convair F-102 Delta Dagger, Lockheed F-104 Starfighter oraz Boeing B-47 Stratojet.
W 1958 roku został wybrany jako kandydat na astronautę w projekcie United States Air Force Man In Space Soonest. Projekt ten został anulowany po tym, jak nowo utworzona agencja NASA przejęła odpowiedzialność za wszystkie amerykańskie załogowe loty kosmiczne.
Jako pilot NASA odbył 25 lotów na samolocie doświadczalnym North American X-15. Pierwszy lot na tej maszynie wykonał 25 marca 1960 roku. Podczas lotu numer 59, 27 czerwca 1962 roku, osiągnął maksymalną prędkość 6605 km/h (Mach 5,92). Podczas lotów numer 90 (19 lipca 1963 roku) i 91 (22 sierpnia 1963 roku) osiągnął maksymalne wysokości lotu, kolejno, 106 km i 107,9 km. Były to najwyższe wysokości osiągnięte w całym programie X-15, które, zgodnie z definicją FAI, kwalifikują się jako suborbitalne loty kosmiczne, a Walker stał się pierwszą osobą, która dwukrotnie znalazła się w kosmosie.
Po opuszczeniu programu X-15, został pierwszym pilotem eksperymentalnego pojazdu Bell Lunar Landing Research Vehicle (LLRV), który był wykorzystywany do opracowania techniki pilotażu lądownika księżycowego LM. Pierwszy lot na LLRV odbył 30 października 1964 roku, łącznie pilotując ten pojazd 35 razy.
Zginął w katastrofie lotniczej 8 czerwca 1966 roku, gdy pilotowany przez niego samolot F-104N zderzył się w powietrzu z eksperymentalnym bombowcem North American XB-70A Valkyrie.
Stowarzyszenie Uczestników Lotów Kosmicznych (Association of Space Explorers) przyznało mu pośmiertnie Universal Astronaut Insignia za lot suborbitalny (nr 4).